# Martin Eric Ain
Martin Eric Ain (nacido Martin Eric Stricker; Suiza, 18 de julio de 1967-21 de octubre de 2017) fue un músico suizo conocido por haber sido bajista de las bandas Hellhammer y Celtic Frost. 
Según una reciente entrevista, Ain era, de hecho, un pseudónimo. Una página web sugiere que su nombre de nacimiento es Martin Eric Stricker.
Con los beneficios obtenidos en la década de 1980 gracias al éxito de Celtic Frost, se convirtió en empresario y luego fue propietario de una tienda de DVD y de un bar en Zúrich, llamado "Acapulco". También fue copropietario del club de música "Mascotte", que se hizo muy conocido por albergar bandas internacionales. Desde 2004 fue el anfitrión del show Karaoke from Hell, que tiene lugar todos los martes en el Club Mascotte.
Canta en la canción «A Dying God Coming into Human Flesh» del álbum Monotheist de Celtic Frost.
Normalmente utilizaba bajos "Warwick".
Falleció el 21 de octubre de 2017 al sufrir un infarto agudo de miocardio.